# Vurnon Anita
Vurnon San Benito Anita (Willemstad, 4. travnja 1989.) je nizozemski nogometaš podrijetlom s Curaçaa. Trenutno igra za Leeds United.

## Karijera

### Klupska karijera

#### Ajax Amsterdam
Vurnon Anita je kao junior nogomet počeo igrati u lokalnom klubu CVV Willemstad s Curaçaa. Nakon što se njegova obitelj 1997. preselila u Nizozemsku, počeo je igrati za amaterski klub VV Maarssen. Kasnije su ga otkrili skauti Ajaxa te se 1999. pridružio svjetski poznatoj Ajaxovoj nogometnoj akademiji.
Igrač u sezoni 2005./06. prelazi u prvu momčad te je debitirao 19. ožujka 2006. u gostujućem 3:2 porazu od Groningena. Te godine Anita je s klubom igrao i u polufinalu nizozemskog kupa protiv Rode a klub je u konačnici te godine i osvojio kup.
Sljedeće sezone igrač je skupio svoj drugi prvenstveni nastup u dresu Ajaxa a debitirao je i u europskim natjecanjima i to u 3:2 porazu na gostovanju kod Werder Bremena u Kupu UEFA. U sezoni 2007./08. Vurnon Anita nije odigrao niti jednu utakmicu za prvu momčad dok je sljedće sezone vraćen u prvi sastav. Odigrao je ukupno 16 utakmica, uglavnom ulazeći u igru ili kao zamjena za ozlijeđene ili suspendirane igrače.
U sezoni 2009./10. pod vodstvom novog trenera Martina Jola, Anita postaje standardan Ajaxov igrač. Nakon što se na duže vrijeme ozlijedio Thimothée Atouba dok je Urby Emanuelson suspendiran, Anita je postao novi lijevi bek u momčadi. Trener Jol je bio zadovoljan igračevim učinkom na terenu te mu je dao da većinu sezone odigra kao standardni igrač. Također, Anita je odlično igrao i u finalu nacionalnog kupa protiv Feyenoorda kojeg je Ajax ponovo osvojio.
Dobre igre u klubu su mu omogućile da debitira za nizozemsku reprezentaciju ali ga izbornik Bert van Marwijk nije uvrstio u popis igrača za Svjetsko prvenstvo u Južnoj Africi.
Sezonu 2010./11. Vurnon je započeo kao i prijašnju, igrajući u većini utakmica na poziciji lijevog beka. Ajax je tada po prvi puta od sezone 2005./06. ponovo nastupio u Ligi prvaka. Zbog lošeg klupskog učinka tijekom prvog dijela sezone, Martin Jol je napustio Ajax u prosincu 2010. a zamijenio ga je Frank de Boer. On je vjerovao da Vurnon Anita treba igrati na poziciji defenzovnog veznog a ne kao lijevi bek. Zbog toga se igrač morao izboriti za svoje mjesto u veznoj liniji među ostalim klupskim suigračima. Vurnon je uspio te je odigrao većinu utakmica za klub na novoj poziciji.
Ajax je te sezone uspio izboriti dva finala - u kupu i prvenstvu i to oba protiv FC Twentea. Dok je utakmica finala izgubljena s 3:2, klub je uspio osvojiti Eredivisie. Tako je Anita nakon dva kupa uspio osvojiti i nacionalno prvenstvo. U travnju 2011. objavljeno je da je Anita potpisao novi ugovor s klubom do 2014. godine.

#### Newcastle United
Nakon što je Ajax odbio prvu ponudu engleskog Newcastle Uniteda, klubovi su se međusobno dogovorili nakon druge ponude koja je iznosila 6,7 milijuna GBP. Ubrzo nakon toga s igračem je potpisan petogodišnji ugovor te mu je dodijeljen dres s brojem 8.
Vurnon je debitirao za novi klub 18. kolovoza 2012. u prvoj prvenstvenoj utakmici sezone protiv Tottenham Hotspura. Svoju prvu utakmicu u prvih 11 igrač je imao već nakon pet dana u Europskoj ligi protiv grčkog Atromitosa koja je završila s 1:1. U srpnju 2017. je Anita nakon pet godina napustio Newcastle United.

### Reprezentativna karijera
Vurnon Anita je s nizozemskom U17 reprezentacijom 2005. nastupio na Svjetskom prvenstvu u Peruu gdje je Nizozemska osvojila treće mjesto. Također, igrač je igrao i za U19 i U21 reprezentacije.
26. svibnja 2010. Vurnon Anita je debitirao za Oranje u prijateljskoj utakmici protiv Meksika. Anita je ušao u igru kao zamjena a Nizozemska je pobijedila s 2:1. Svoju prvu reprezentativnu utakmicu u početnoj postavi igrač je imao 12. kolovoza 2010. u prijateljskom remiju protiv Ukrajine (1:1). Tada ga je izbornik povukao iz igre u poluvremenu utakmice.
Iako je nizozemski izbornik Bert van Marwijk uvrstio Anitu u širi popis nizozemskih reprezentativaca za predstojeći Mundijal u Južnoj Africi 2010., Van Marwijk je 27. svibnja 2010. objavio konačni popis s kojeg je izostavljen Vurnon Anita.
Tako ga je ponovo Van Marwijk uvrstio u širi popis nizozemskih reprezentativaca za predstojeće europsko prventsvo u Ukrajini i Poljskoj, ali opet je bio izostavljen s konačnog popisa.
U 2015. je tadašnji izbornik Curaçaoa, Patrick Kluivert, kontaktirao Anitu o mogućnosti da zaigra za zemlju rođenja, Curaçao. Anita je bio zainteresiran zato što je zadnji puta igrao prije skoro pet godina svoju zadnju međunarodnu utakmicu, ali su ipak morali odustati od te ideje. Smatrali su da je u slučaju Anite jako mala šansa bila da FIFA odobri taj zahtjev.
Četiri mjeseci kasnije je prvi put poslije tri godine opet pozvan u reprezentaciju Nizozemske za kvalifikacijske utakmice protiv Islanda i Turske u rujnu 2015. U ovim utakmicama nije zaigrao.

## Osvojeni trofeji

### Klupski trofeji
| Nizozemska     | Nizozemska           | Nizozemska      |
| Klub           | Natjecanje           | Sezona / godina |
| -------------- | -------------------- | --------------- |
| Ajax Amsterdam | KNVB kup             | 2005./06.       |
| Ajax Amsterdam | Johan Cruijff Shield | 2006.           |
| Ajax Amsterdam | KNVB kup             | 2006./07.       |
| Ajax Amsterdam | Johan Cruijff Shield | 2007.           |
| Ajax Amsterdam | KNVB kup             | 2009./10.       |
| Ajax Amsterdam | Eredivisie           | 2010./11.       |
| Ajax Amsterdam | Eredivisie           | 2011./12.       |

### Reprezentativni trofeji
| Nizozemska             | Nizozemska | Nizozemska |
| Turnir                 | Trofej     | Godina     |
| ---------------------- | ---------- | ---------- |
| Svjetsko U17 prvenstvo | Bronca     | 2005.      |